# Skálavík
Skálavík es una localidad y un municipio de las Islas Feroe. Cuenta con 162 habitantes en 2011.
Skálavík se sitúa en un pequeño valle en la costa oriental de Sandoy. En el término municipal se encuentra la montaña más alta de la isla, el monte Tindur (479 m snm), pero en términos generales el terreno es relativamente suave. En la costa del pueblo hay una diminuta bahía que ha servido históricamente de puerto natural. 
La pesca y la agricultura son las actividades principales del lugar.

## Historia

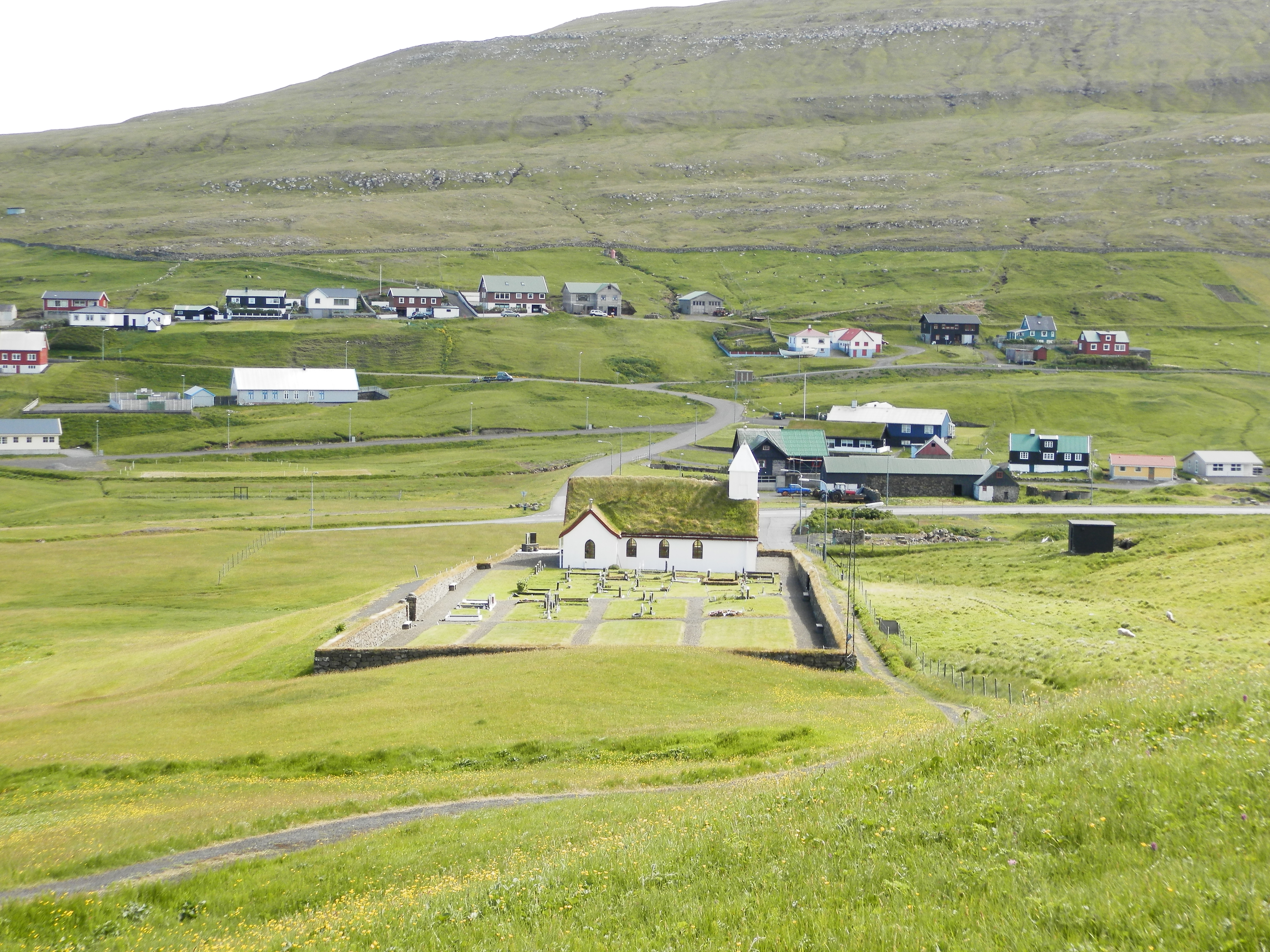
Vista de la iglesia y el pueblo.

El pueblo es mencionado por primera vez en una fuente escrita en la Hundabrævið ("Carta de los perros"), un documento del siglo XIV, pero muy probablemente su historia se remonte a la era vikinga. Originalmente el pueblo se estableció adyacente al mar, pero hacia el siglo XVII se recorrió hacia el valle interior. Dalsgarður, una granja de dominio real, fue una de las mayores de las Islas Feroe, y sirvió de vivienda del primer ministro Jákup Jógvansson. La actual iglesia data de 1891. El pueblo tuvo también su propia oficina de correos desde 1918 hasta 2007.
En agosto de 2006 se informó de la posibilidad que en el futuro haya un centro deportivo y recreativo para toda la isla de Sandoy en Skálávík. 
A finales de enero de 2008 fue una de las localidades afectadas por el temporal Tuva (que golpearía también en Escandinavia). Skálavík fue el pueblo más afectado, con varios barcos hundidos o dañados, así como daños en el puerto y casas. El ayuntamiento no puedo cubrir los gastos de reparación, y se recibió ayuda financiera de Islandia, así como de los municipios de Sandur, Leirvík y Húsar.

## Infraestructura
De Skálavík sale una sola carretera por el suroeste del pueblo que pasa entre las montañas y llega a Sandur. A mitad del camino hay una desviación para dirigirse a Húsavík y Dalur.
El pequeño puerto de Skálavík data de la década de 1970.
Hay una casa de huéspedes y una taberna en el pueblo.

## Cultura
Skálavík cuenta con una escuela primaria. Para cursar la educación secundaria se debe viajar a Sandur.
Cada año a inicios de julio tiene lugar el festival Sandoyarstevna en Skálavík. Éste es una celebración para toda la isla de Sandoy, y es una pequeña versión de la festividad de San Olaf que se realiza en Tórshavn.
El principal edificio del pueblo es la iglesia, construida en piedra en arquitectura tradicional feroesa, con techo verde.

## Política
Skálavík se independizó como municipio en 1930, como una escisión de Sandur. El ayuntamiento consiste de 5 concejales, entre los que se encuentra el alcalde. El último gobierno tomó el cargo en enero de 2009, y está conformado por candidatos independientes. El alcalde es Linjohn Christiansen.

## Personas célebres
- Heðin Brú (1901-1987). Escritor.

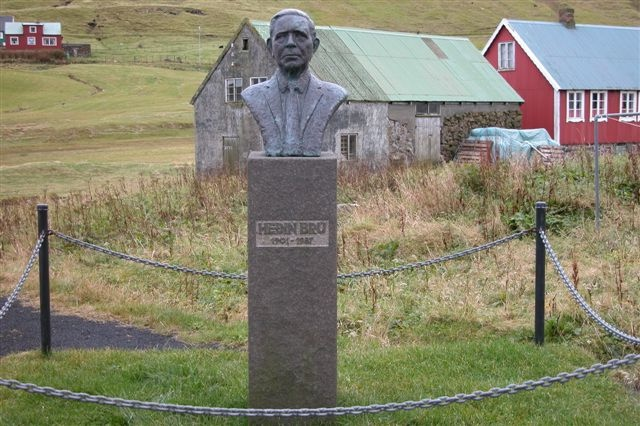
Monumento al escritor Heðin Brú.

- Kristian Osvald Viderø (1906-1991). Clérigo, escritor y traductor de la Biblia.